# Ion Bujoiu
Ion Bujoiu (n. 3 septembrie 1894, București – d. 30 mai 1956, Închisoarea Văcărești) a fost un industriaș și om politic român, fost ministru al industriei.